# Jalaa
Jalaa ist eine ausgestorbene Sprache in Nordost-Nigeria, die dem Anschein nach als letztes Mitglied einer ausgestorbenen Sprachfamilie angesehen werden kann. Jalaa wurde im Herzen der Muri-Berge im Bundesstaat Bauchi von den Jalabe (auch Jaabe) gesprochen. Die Jalabe haben in den vergangenen Jahrzehnten ihre Sprache zugunsten des Bwilim-Dialekts des Dikaka (der Sprache ihrer direkten Nachbarn) aufgegeben.
Es gibt heute nur noch eine kleine Anzahl hochbetagter Menschen, die sich noch an Worte und kurze Phrasen ihrer ehemaligen Sprache erinnern können. Letztes Siedlungszentrum der Jalabe war/ist Loojaa ("Siedlung Jaa") am Nordrand der Muri-Berge. Centúúm oder Cen Tuum ist wahrscheinlich eine alternative Bezeichnung der Jalabe-Siedlung Loojaa, die sich auf ihre Position im Westen von Mwona, dem Hauptort der Bwilim, bezieht.